# 蝶紅娘魚
蝶紅娘魚，為輻鰭魚綱鮋形目牛尾魚亞目角魚科的其中一種，分布於澳洲南部海域，棲息深度可達60公尺，體長可達20公分，為底棲性魚類，屬肉食性。

## 擴展閱讀
維基物種上的相關：蝶紅娘魚